# 쇼와신산
쇼와신산(일본어: 昭和新山 쇼와신잔[*])은 일본 홋카이도에 우스군에 있는 종상 화산이다. 해발고도가 조금 낮은 편으로 화산체 아래에는 사람들이 많이 찾아든다. 정상에는 나무가 하나도 없지만 아래에는 있다. 현재 일본의 특별 명승이자 천연기념물이다. 1943년 12월 28일부터 1945년 12월까지 화산이 분화해 산이 됐다. 처음에는 강한 지진이 이 일대를 덮쳤고, 그 후 보리밭이 융기되면서 산이 됐다. 용암이 산의 표면을 뚫고 나와 현재의 봉우리가 만들어졌다. 꼭대기는 약 398m이고, 현재도 정상에서 증기가 나오고 있는 활화산이다.
쇼와 시대에 새로 생긴 산이라는 뜻의 ‘쇼와신산(昭和新山)’이란 이름이 붙었다. 화산 형성 당시 지진이 발생했다.

## 사진

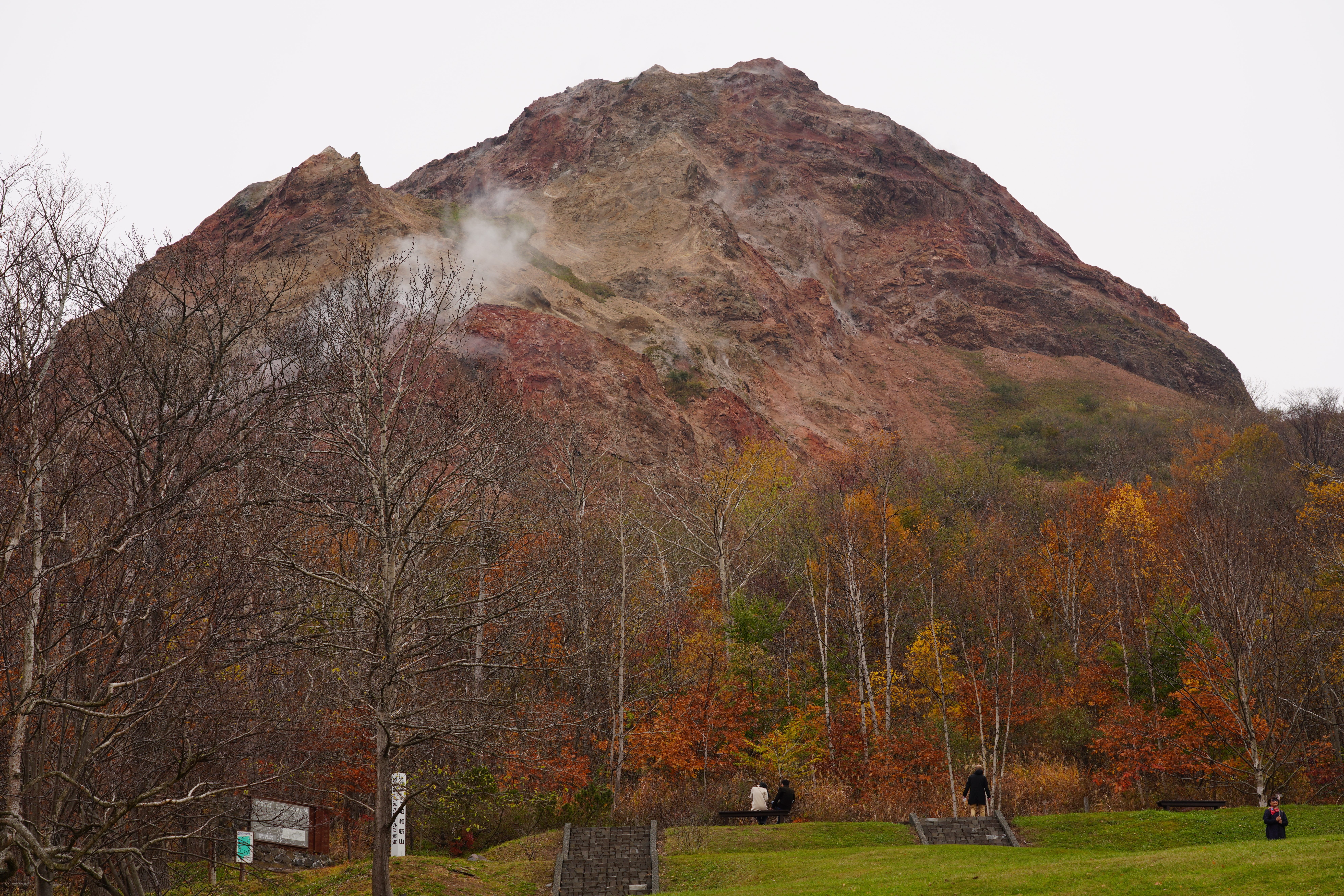
2018년 11월 쇼와신잔
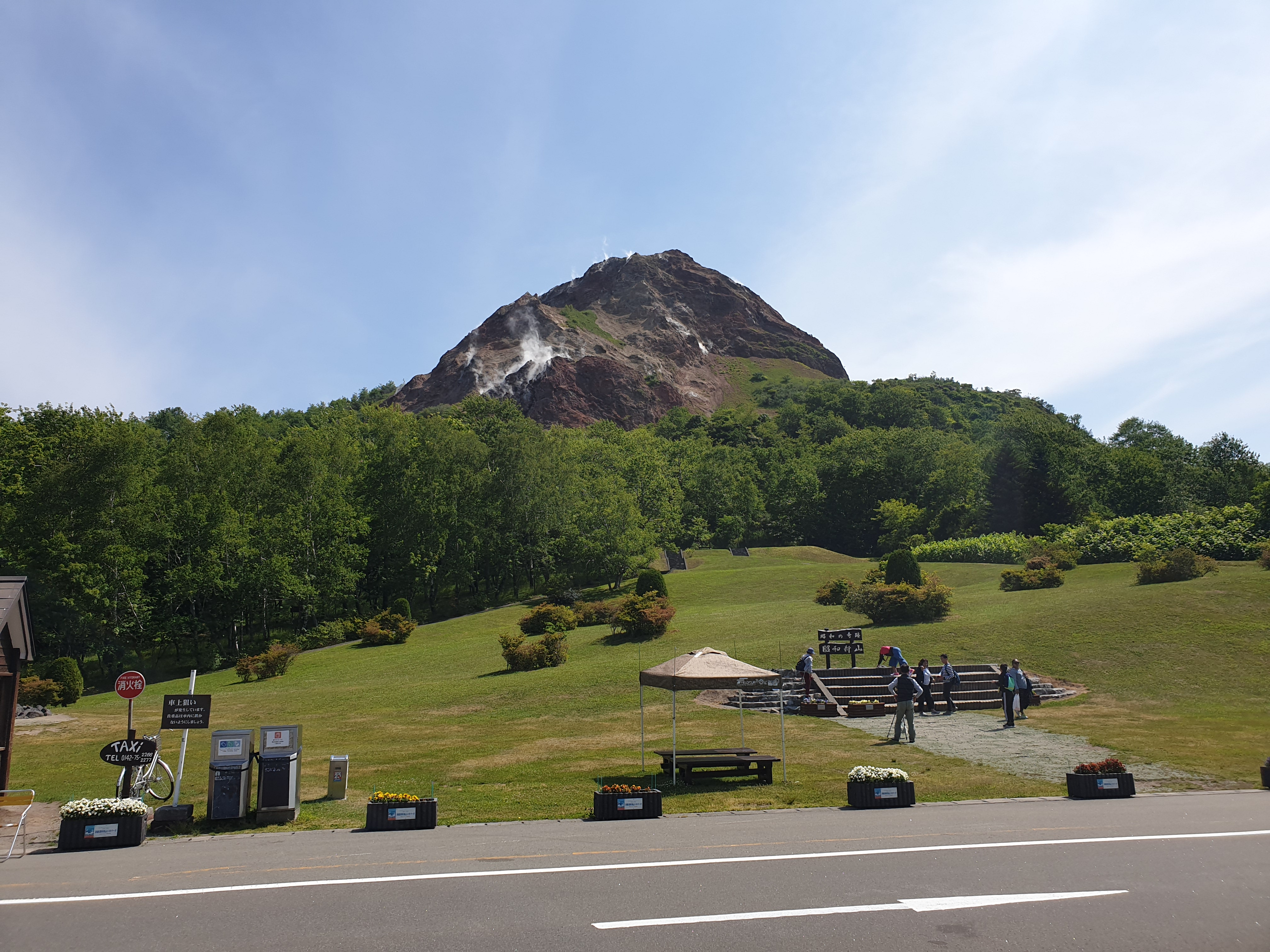
2019년 6월 쇼와신잔

## 같이 보기
- 파리쿠틴산